# Besse János Károly
Besse János Károly (ógyallai) (Ógyalla, 1765. augusztus 31. – Marseille, kb. 1841. június) utazó, a Kaukázus és Kelet-Ázsia kutatója.

## Élete
Nemesi származású volt, 1790-től 1824-ig mindig külföldön élt. Ekkor visszajött hazájába, de 1829. április végén, mint Döbrentey írja Farkas Sándorhoz, ismét külföldre indult, miután előbb a nádornak a megyékhez írt levele folytán uti költséget szerzett magának. Metternich ajánlatával előbb Bécsbe ment, hogy azután Humboldttal együtt beutazzák a Kaukázust. 
Besse jól beszélte a magyar, latin, német, francia, angol és olasz nyelvet; volt Kelet-Indiában és Madagaszkáron is.

## Művei
- Abrégé de la grammaire turque, et un petit vocabulaire en français, turc et hongrois. Pest, 1829.
- Voyage en Crimée, au Caucase, en Géorgie, en Arménie, en Asie Mineure et à Constantinople, en 1829 et 1830 : pour servir à l'histoire de Hongrie. Paris, 1838. öt tábla rajzzal. (Ism. Figyelmező; Századunk 1845. 15. 16. sz. 1840. 6. 9. sz. A Jahrb. der Literatur. Wien, LIII. 1831. és LXXXVII. közölt belőle mutatványokat Ponori Thewrewk József fordításában.)

Szerkesztette a Mercure Étranger-t (1813–16) Párizsban.
Öt jelentést küldött József főherczeg nádorhoz: 1. a Kaukáz hegyek határán Konstantinogorskból 1829. augusztus 8-ról; 2. ugyanonnan augusztus 8-ról; 3. Mozdokból augusztus 20.; 4. a Kerymi félsziget Theodosia (ezelőtt Kaffa) városából decz 15.; és 5. Konstantinápolyból 1830. jul. 5-ről keltezve. (Megjelentek a Tudom. Gyűjtemény 1829. X. 1830. II. és VIII. köt.; a 2. és 3. jelentése Mátray Gábor másolatában meg van a múzeumban.) Leveleit Odessaból és az Elbrus hegyaljából a Hasznos Mulatságok (1829. II. 3. 28. sz.) közölte. Tudósítása Madzsar romjairól a Tud. Tárban. 1843. Értekezések.